# Scott Sundquist
Scott Sundquist – amerykański muzyk rockowy, perkusista. Najbardziej znany ze współpracy z Soundgarden. W 1985 Sundquist dołączył do Soundgarden jako perkusista, by ówczesny bębniarz (i wokalista jednocześnie), Chris Cornell, mógł w całości skupić się tylko na śpiewaniu. Soundgarden nagrał z Sundquistem kilka utworów demo, a także 3 piosenki na składankę Deep Six: „All your lies”, „Heretic” i „Tears to forget”. W 1986 roku, Sundquist opuścił Soundgarden z powodów rodzinnych, zaś na jego miejsce przyszedł perkusista Skin Yard, Matt Cameron, który jak się okazało zagościł w zespole na stałe.